# Sympistis sakhmet
Sympistis sakhmet là một loài bướm đêm thuộc họ Noctuidae. Nó được tìm thấy ở New Mexico.
Sải cánh dài khoảng 31 mm.